# Peter Burke
Peter Burke (* 16. srpna 1937 Stanmore, Anglie) je britský historik, zabývající se oblastí kultury, antropologie a sociálních dějin.

## Dílo
- Popular Culture in Early Modern Europe (1978) (česky) Lidová kultura v raně novověké Evropě, Praha, Argo 2005. ISBN 80-7203-638-6.
- Sociology and History. Allen and Unwin, London 1980.
- Montaigne. Oxford University Press, Oxford 1981.
- Vico. Oxford University Press, Oxford 1984.
- The historical anthropology of early modern Italy. Cambridge University Press, Cambridge 1987. (česky) Žebráci, šarlatáni, papežové : historická antropologie raně novověké Itálie : eseje o vnímání a komunikaci, Jinočany, H & H 2007. ISBN 978-80-7319-069-9.
- The Renaissance. Macmillan, Basingstoke 1987.
- The Italian Renaissance. Culture and society in renaissance Italy. Polity Press, Cambridge 1987, (česky) Italská renesance : kultura a společnost v Itálii, Praha : Mladá fronta, 1996. ISBN 80-204-0589-5.
- The French historical revolution : the Annales school, 1929 - 89, Cambridge [u.a.] : Polity Press, 1990, (česky) Francouzská revoluce v dějepisectví : škola Annales (1929-1989), Praha, NLN 2004. ISBN 80-7106-719-9.
- History and Social Theory (1991)
- (Ed.), Language, self, and society : a social history of language, Cambridge [u.a.] : Polity Press, 1991.
- Das Schwein des Häuptlings : sechs Aufsätze zur Historischen Anthropologie. Wagenbach, Berlin 1992.
- The fabrication of Louis XIV, New Haven; Yale Univ. Press, 1992.
- Venice and Amsterdam: a study of seventeenth-century elites., Polity Press, Cambridge 1994.
- The fortunes of the courtier., Polity Press, Cambridge 1995.
- Varieties of cultural history. Polity Press, Cambridge 1997. (česky) Variety kulturních dějin, Brno, CDK 2006. ISBN 80-7325-081-0.
- European Renaissance. Blackwell, Oxford 1998.
- New perspectives on historical writing (2001).
- (ed.), History and historians in the twentieth century, Oxford [u.a.] : Oxford Univ. Press, 2002
- A social history of knowledge: from Gutenberg to Diderot. Polity Press, Cambridge 2000. (česky) Společnost a vědění : od Gutenberga k Diderotovi, Praha, Karolinum 2007. ISBN 978-80-246-1319-2.
- Eyewitnessing., Reaktion Books, London 2001.
- What is Cultural History? Polity Press, Cambridge 2004, 20082. (česky) Co je kulturní historie?, Praha, Dokořán 2011. ISBN 978-80-7363-302-8.
- Languages and Communities in Early Modern Europe. Cambridge University Press, Cambridge 2004. (česky) Jazyky a společenství v raně novověké Evropě, Praha, NLN 2011. ISBN 978-80-7422-069-2.
- Cultural Hybridity (2009)
- A Social History of Knowledge Volume II: From the Encyclopedie to Wikipedia (2012)